# Cirrhigaleus barbifer
Cirrhigaleus barbifer är en hajart som beskrevs av Tanaka 1912. Cirrhigaleus barbifer ingår i släktet Cirrhigaleus och familjen pigghajar. IUCN kategoriserar arten globalt som otillräckligt studerad. Inga underarter finns listade i Catalogue of Life.